# Noapte (Star Trek: Voyager)
„Noapte” (titlu original: „Night”) este primul episod din al cincilea sezon al serialului TV american științifico-fantastic Star Trek: Voyager și al 95-lea în total. A avut premiera la 14 octombrie 1998 pe canalul UPN.
A fost regizat de David Livingston, după un scenariu de Brannon Braga și Joe Menosky.

## Prezentare
Voyager rămâne fără energie în timp ce traversează o regiune întunecată a spațiului, contaminată cu radiații teta.

## Actori ocazionali
- Ken Magee - Controller Emck
- Martin Rayner - Dr. Chaotica
- Steven Dennis- Night Alien
- Steven Rankin - Night Alien